# Мелентьевская волость
Мелентьевская во́лость — волость в составе Каргопольского уезда Олонецкой губернии.

## Общие сведения
Волостное правление располагалось в селении Куфтыревское (Вехтомский Николаевский погост).
В состав волости входили сельские общества, включающие 23 деревни:
- Вадьинское общество
- Валдиевское общество
- Вохтомское общество

На 1890 год численность населения волости составляла 3769 человек.
На 1905 год численность населения волости составляла 4289 человек. В волости насчитывалось 1055 лошадей, 1628 коров и 2864 головы прочего скота.
В ходе реформы административно-территориального деления СССР в 1927 году волость была упразднена. 
В настоящее время территория Мелентьевской волости относится в основном к Няндомскому району Архангельской области.